# Batalla de Tabuk
La batalla de Tabuk (o Tabouk) fue una expedición militar que, según diferentes biografías musulmanas, fue iniciada por el profeta Mahoma en octubre del año 630. Mahoma lideró una fuerza de al menos 30.000 hombres hacia el norte en dirección a Tabuk, que en la actualidad se encuentra en el noroeste de Arabia Saudí, con la intención de encontrarse con el ejército bizantino. Aunque no se tratara de una batalla en el sentido habitual, si hubiera sido un hecho histórico este evento representaría el primer conflicto que daría comienzo a las guerras árabo-bizantinas. 
No existe un relato bizantino coetáneo de estos hechos, y la mayor parte de los detalles provienen de fuentes musulmanas posteriores. Una vez dicho esto, así como el hecho de que ambos ejércitos nunca se encontraron, algunos académicos occidentales han cuestionado la autenticidad de los detalles que rodean a este evento. No obstante, en el mundo árabe se la tiene de modo generalizado por un evento histórico.